# Урури
Урури (итал. Ururi) —  коммуна в Италии, располагается в регионе Молизе, в провинции Кампобассо.
Население составляет 3070 человек (2008 г.), плотность населения составляет 98 чел./км². Занимает площадь 31 км². Почтовый индекс — 86049. Телефонный код — 0874.
В коммуне особо почитается Святое Древо Креста Господня (Santo Legno della Croce), празднование 3 мая.

## Демография
Динамика населения:

## Администрация коммуны
- Официальный сайт: http://www.comune.ururi.cb.it